# ズーズー弁

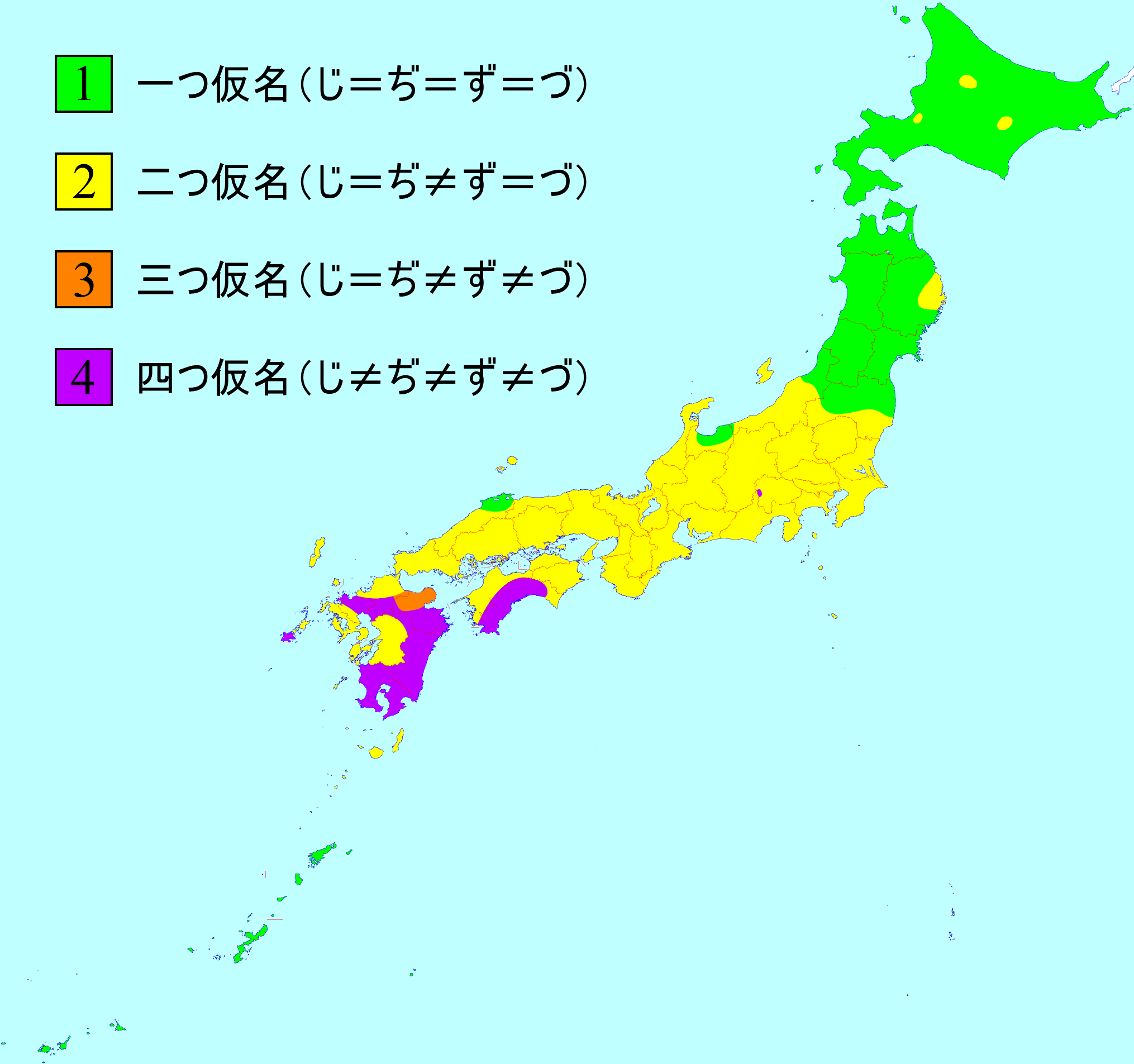
日本語の四つ仮名の分布図

ズーズー弁（ズーズーべん）は、一般には東北方言の俗称であるが日本語の方言学では音韻上「し」対「す」、「ち」対「つ」およびその濁音「じ」対「ず」（「ぢ」対「づ」）の区別がない方言を指して使われ、一つ仮名弁（ひとつかなべん）とも言う。日本語の方言のうち、多くの方言で起こった二つ仮名への統合がさらに進んだものと考えられており、四つ仮名の統合の最終的な形である。しかし、もともとこれらの方言やその起源に、何らかのベース、基層語が存在したという説もある。

## 概要
ズーズー弁が分布する地域は、青森県から福島県北部・新潟県阿賀野川までの東北地方（三陸沿岸地域を除く）および北海道沿岸部と、富山県中東部、山陰地方中部（鳥取県西伯耆と島根県出雲）である。北奥羽方言と雲伯方言では「し・ち・じ」に近い発音、南奥羽方言は「す・つ・ず」に近い発音になるとされる。例えば「寿司・煤」は、ともに北奥羽方言と雲伯方言で「シシ [sïsï]」、南奥羽方言で「スス [sɯ̈sɯ̈]」と発音される傾向がある。そのため、前者は「ジージー弁」と呼ばれることもある。北奥羽方言や雲伯方言では、音素体系から /su/、/zu/、/di/、/du/ が欠けていると見なすことができ、南奥羽方言では音素体系から /si/、/zi/、/di/、/du/ が欠けていると見なすことができる。
また、これと重なるようにこれらの地域ではイ段とウ段が中舌母音になり、母音単独拍のイとエが統合する（詳しくは日本語の方言#裏日本的音韻を参照）。このような音韻体系は「裏日本式音韻」と呼ばれ、「表日本式音韻」と対置される。東北方言・東関東方言と雲伯方言は裏日本式音韻体系を持ち、北陸方言は裏日本式と表日本式の中間とされる。
裏日本式音韻体系の分布は連続していない。これについては、各地で独立に発生したという見方と、基層語の発音傾向が受け継がれたという見方があるが、明確な結論は出ていない（後述）。
なぜか出雲地方に飛び地的に存在しているが、DNA調査から出雲人と東北人が遺伝的に近いことが分かっている。

## ズーズー弁の方言
- 東北方言（北奥羽方言・南奥羽方言）
- 雲伯方言（出雲弁、西伯耆弁）
- 富山弁、能登弁

## 起源と成り立ち

### 内部発生説
- ai>ɛː、au>ɔːなどの連母音変化が契機となって、e、oの調音位置が高まり、i、uと近づいた結果、i、uを中舌へ追いやったとする説[5]。
- 非ズーズー弁地域であってもス、ツ、ズにおいては中舌化がみられること、シ、チ、ジにおいても中舌化がおこることから、これが中舌母音発生の引き金となったという説[6]。
- エネルギーの要する[i]、[u]を中舌母音にして発音における負担を軽減したとする説[7]。
- Boer et al.2020は、ズーズー弁は出雲で発生し、弥生時代（稲作の拡大に伴い）または古墳時代に、出雲から北陸、東北地方への移民によりもたらされたと推定し、蝦夷の中にはズーズー弁を話す者もいたとしている[8]。

### 基層言語説
「ズーズー弁」の発音特徴は何らかの基層言語に由来するという説。考古学、歴史学などの専門家や国外の言語学者、学際的な研究者は本説を採用することが多い。
- 小泉保は、『縄文語の発見』で、ズーズー弁は「裏日本縄文語」の発音特徴であると推定した[3]。古代蝦夷（えみし）や三内丸山遺跡の住民との関連性を指摘している[10]。
- 古代出雲説と関連し、古代においてズーズー弁は東北から日本海沿岸を伝い山陰まで分布しており、大和勢力の拡大に伴い、東山陰地方はズーズー弁要素が弱まり、出雲が取り残された形になったのではないかと指摘する説もある[11]。
- 学際研究に取り組む分子人類学者の崎谷満は、ズーズー弁を特徴づける[ɨ]の起源は母音調和（陰母音）をもつウラル語族やアルタイ諸語に属す言語の発音であり、かつて東日本や山陰にはアイヌ語とも日本語（関西方言）とも異なる「東日本基層語」が存在した可能性があると主張している[12]。
- 茨木のり子や司馬遼太郎は、日本の日本海沿岸地方の方言と朝鮮語、満洲語の類似性、関連性を指摘している。モンゴル人（力士）が日本語を話す際にズーズー弁の母音力学であるウ→オ、イ→エ、イ→[ɨ]←ウの変化が頻繁に観察されることから、アルタイ系言語の発音特性の可能性があるという。なお、出雲の住民はツングース族であったという説もある[13]。